# Hérold Goulon
Pour les articles homonymes, voir Herold.
Darryl Hérold Goulon, né le 12 juin 1988 à Paris, est un footballeur français qui évolue au poste de milieu défensif au Negeri Sembilan FA en Malaisie.

## Biographie

### En club
Préformé à l'INF Clairefontaine puis formé à l'Olympique lyonnais, il décide de traverser la manche pour s'engager avec le club anglais de Middlesbrough. Jamais apparu en équipe première et gêné en 2007 par une blessure lancinante aux adducteurs, il est écarté des terrains pendant presque un an. Il résilie par la suite son contrat en août 2008.
En janvier 2009, il s'engage avec le MUC 72 et fait ses débuts chez les professionnels en Ligue 1 le 7 mars 2009 à Nancy, disputant les huit dernières minutes. Une semaine auparavant, il débutait sous les couleurs mancelles en CFA. Il participe ensuite à 10 des 11 dernières journées de championnat, connaissant 7 titularisations. Paulo Duarte juge sa présence fondamentale pour la saison 2009-2010, Hérold Goulon, qui n'a jamais eu l'occasion de disputer une saison entière du fait de blessures, a alors pour objectif de disputer une trentaine de matchs toutes compétitions confondues. Il en disputera 28, délivrant une passe décisive à Helstad lors d'une victoire 2 à 1 à domicile contre l'AS Nancy-Lorraine. 
Ayant refusé de signer une prolongation de contrat, Hérold Goulon est libre à partir du 30 juin 2010. Quelques clubs étrangers s’intéressent à lui et le 22 octobre 2010, il signe un contrat de deux ans, plus une option pour une année supplémentaire, avec le club anglais de Blackburn. Il n'y connait que 58 minutes de jeu avant d'être prêté deux mois en novembre 2011 aux Doncaster Rovers.
Le 25 juin 2012, Il commence un essai avec le FC Nantes. Cet essai prend fin le 3 juillet 2012 à la suite d'une blessure du joueur qui l'empêche de poursuivre. Le 10 juillet 2012, il commence un essai avec le Rayo Vallecano qui n'aboutit pas. Par la suite il part une saison en Pologne avant de signer en janvier 2015 à l'Omonia Nicosie (Chypre).

### En sélection nationale
Il a été convoqué par Erick Mombaerts pour disputer le Tournoi de Toulon 2009 avec l'équipe de France espoirs.

### Extra-sportif
Le 15 avril 2010, il est condamné à huit mois de prison avec sursis et à une amende de 2 500 euros par le tribunal correctionnel du Mans pour des violences envers sa petite amie. Le joueur de 21 ans avait été placé début mars sous contrôle judiciaire après qu'elle eut porté plainte contre lui. Goulon est notamment condamné pour avoir giflé et insulté la jeune femme de 19 ans. Tous deux étaient absents de l'audience. La jeune femme ne s'est pas portée partie civile. Selon une source proche du dossier, le couple a ensuite l'intention de vivre de nouveau ensemble.
Le 15 septembre 2016, sa compagne Priscilla Liaud donne naissance à leur premier enfant. Une fille prénommé Bella Joy.

## Palmarès
- Zawisza Bydgoszcz
  - Vainqueur de la Coupe de Pologne : 2014